# 11433 Gemmafrisius
11433 Gemmafrisius (tên chỉ định: 3474 T-3) là một tiểu hành tinh vành đai chính. Nó được phát hiện bởi Cornelis Johannes van Houten, Ingrid van Houten-Groeneveld, và Tom Gehrels ở Đài thiên văn Palomar ở Quận San Diego, California, ngày 16 tháng 10 năm 1977. Nó được đặt theo tên Gemma Frisius, a 16th-century Belgian nhà toán học và cartographer.